# Shubnikovita
La shubnikovita és un mineral de la classe dels fosfats. Rep el nom en honor d'Aleksei Vasilievich Shubnikov (29 de març de 1887, Moscou, Imperi Rus - 27 d'abril de 1970, URSS), director de l'Institut Cristal·logràfic de l'Acadèmia de Ciències de Moscou. Va ser considerat un dels més grans cristal·lògrafs del seu temps, desenvolupant la teoria de l'antisimetria.

## Característiques
La shubnikovita és un arsenat de fórmula química Ca₂Cu₈(AsO₄)₆(OH)Cl·7H₂O. Es tracta d'una espècie aprovada per l'Associació Mineralògica Internacional, i publicada per primera vegada el 1953. Actualment es considera una espècie qüestionable que podria ser desacreditada. Cristal·litza en el sistema ortoròmbic. La seva duresa a l'escala de Mohs és 2.
Segons la classificació de Nickel-Strunz, la shubnikovita pertany a «08.DG - Fosfats, etc, amb cations de mida mitjana i gran, (OH, etc.):RO₄ < 0,5:1» juntament amb els següents minerals: lavendulana, sampleïta, zdenĕkita i lemanskiïta.

## Formació i jaciments
Va ser descoberta al dipòsit de níquel i coure de Khovu-Aksy, al districte de Chedi-Kholsky (Tuvà, Rússia). També ha estat descrita a les escombreres de Schmiedestollen, a Baden-Württemberg (Alemanya).